# مطلق‌گرایی اخلاقی
مطلق‌گرایی اخلاقی، بر این باور است که استانداردهای مطلقی برای پرسش‌های اخلاقی وجود دارند که بر پایه آن‌ها می‌توان اعمال خاصی را فارغ از نحوه اتفاق افتادنشان، درست یا غلط دانست. بر این اساس، اعمال به‌طور ذاتی اخلاقی یا غیراخلاقی هستند، صرف نظر از عقاید و اهداف فرد، جامعه یا فرهنگی که آن اعمال در آن اتفاق می‌افتد. برای مثال دزدی می‌تواند همیشه غیراخلاقی در نظر گرفته شود، حتی اگر برای رسیدن به مقصد خوبی (مثل دزدیدن برای سیر کردن شکم یک خانواده گرسنه) انجام شده باشد.
مطلق‌گرایی اخلاقی در مقابل نظریه‌های دیگر اخلاق هنجاری مانند پیامدگرایی قرار می‌گیرد که معتقدند اخلاقی بودن عمل (به صورت عام) به پیامد و زمینه انجام گرفتن عمل بستگی دارد.
مطلق‌گرایی همچنین در مقابل نسبی‌گرایی اخلاقی قرار می‌گیرد که معتقد است گزاره‌های اخلاقی، حقایق عینی/جهانی اخلاقی را نمی‌رسانند، بلکه بسته به شرایط فردی، فرهنگی یا اجتماعی هستند. این فلسفه به واقع‌گرایی اخلاقی هم نزدیک است ولی با آن یکی نیست. (واقع‌گرایی اخلاقی بر این باور است که اعمال خاصی فارغ از نظر انسانی به‌طور عینی درست یا غلطند) همچنین، مطلق‌گرایی اخلاقی برابر جهانی‌گرایی اخلاقی (یا عینی‌گرایی اخلاقی) نیست. جهانی‌گرایی معتقد است چیزی که درست یا غلط است فارغ از سنت یا نظر شخصی است (بر خلاف نسبی‌گرایی اخلاقی)، ولی چیزی که درست یا غلط است لزوماً (مثل مطلق‌گرایی) فارغ از پیامد یا زمینه آن نیست. جهانی‌گرایی اخلاقی با مطلق‌گرایی اخلاقی سازگار است، ولی برخلاف مطلق‌گرایی با فلسفه‌های دیگر چون پیامدگرایی هم می‌تواند سازگار باشد. لوئیس پوجمان تعاریف رو به رو را برای تمایز دو موضع مطلق گرایی اخلاقی و جهانی گرایی ارائه می‌کند:
- مطلق گرایی اخلاقی: حداقل یک اصل وجود دارد که قرار است هیچ وقت پایمال نشود.
- عینیت گرایی اخلاقی: یک واقعیتی از مسئله (به انگلیسی: a fact of the matter) وجود دارد در این باره که هر عملی از لحاظ اخلاقی روا است یا ناروا است: یک واقعیتی از مسئله که تنها به رسم اجتماعی (به انگلیسی: social custom) یا باور فردی (به انگلیسی: individual acceptance) وابسته نیست.

نظریه‌های اخلاقی ای که تأکید قوی بر حقوق و وظیفه می‌کنند، مانند اخلاق وظیفه‌گرای ایمانوئل کانت، اغلب اشکالی از مطلق گرایی اخلاقی هستند، همان‌طور که کدهای اخلاقی دینی این‌طور هستند.